# Frank Williams
Francis Owen Garbatt Williams CBE (16 de abril de 1942 – 28 de novembro de 2021) foi um empresário britânico. Ficou conhecido como fundador e dirigente da equipe de Fórmula 1 Williams. Williams nasceu no Condado de Durham, Inglaterra e fundou sua primeira equipe de corrida em 1966, a Frank Williams Racing Cars. Em 1977 fundou juntamente com Patrick Head a Williams Grand Prix Engineering, hoje conhecida como Williams.

## Acidente
Em março de 1986, após acompanhar os testes do novo carro de corrida da sua equipe na Fórmula 1 e antes de começar o Campeonato Mundial, Frank Williams sofreu um sério acidente de carro na perigosa estrada que vai do circuito de Paul Ricard até Marselha, na França. Frank ficou paraplégico,  utilizando uma cadeira de rodas.

## Morte
Williams morreu em 28 de novembro de 2021, aos 79 anos de idade após ficar internado em um hospital em Surrey.